# Vyhlídka na vraždu
Vyhlídka na vraždu (také Vyhlídka na smrt) je v pořadí 14. „oficiální“ bondovka. Jamese Bonda zde ztvárnil posedmé a naposled Roger Moore.

## Děj
Max Zorin je zdánlivě úspěšným obchodníkem s ropou a mikročipy, chovatelem koní a váženým občanem. Ve skutečnosti je výsledkem nacistického genetického experimentu a agentem KGB. Je vybaven neobvyklou inteligenci, ale také psychotickou povahou. Vymkl se kontrole KGB a teď chce sám ovládnout světový trh s elektronikou. K tomu zosnuje ďábelský plán na likvidaci amerického Silicon Valley. Plánuje vpustit vodu do podzemního tektonického zlomu a tím způsobit pod údolím strašlivé zemětřesení. Sám pak chce katastrofu zpovzdálí sledovat z bezpečí paluby své řiditelné vzducholodi (což je titulní motiv filmu). Neustále je mu však v patách James Bond, který jeho plány záhy prohlédne.
Zorin má ve svých službách i oddaného vraha – svou osobní strážkyni i milenku, černošku May Day. Ta odstraňuje Zorinovi z cesty všechny protivníky. V závěru, když na ni dolehne Zorinova zrada, se přidá k Bondovi a zamezí Zorinovým plánům za cenu vlastního života. Bond je pak za konečnou likvidaci zloducha oceněn nejen svou mateřskou organizací, ale i Leninovým řádem KGB. Sám se však raději věnuje dívce, kterou během pátrání poznal.

## Zajímavosti
Film Vyhlídka na vraždu je poslední bondovka s Lois Maxwell v roli Moneypenny.

## Osoby a obsazení
| Roger Moore        | James Bond          |
| Christopher Walken | Max Zorin           |
| Tanya Roberts      | Stacey Sutton       |
| Grace Jones        | May Day             |
| Patrick Macnee     | Sir Godfrey Tibbett |
| Patrick Bauchau    | Scarpine            |
| Desmond Llewelyn   | Q                   |
| Robert Brown       | M                   |
| Lois Maxwell       | Miss Moneypenny     |

## Soundtrack
Ústřední melodii bondovky, napsal John Barry a nazpívala anglická popová hudební skupina Duran Duran. V roce 1986 byli nominováni na Zlatý glóbus za nejlepší původní Song.